# Джеффрі Матебула
Джеффрі Матебула (англ. Jeffrey Mathebula; 22 квітня 1979, Лімпопо, ПАР) — південноафриканський професійний боксер, чемпіон світу за версією IBF (2012) у другій легшій вазі.

## Аматорська кар'єра
На Олімпійських іграх 2000 в категорії до 57 кг переміг Нуреддіна Меджихуда (Алжир) — 10-5 і програв майбутньому чемпіону Бекзату Саттарханову (Казахстан) — 5-16.

## Професіональна кар'єра
2001 року дебютував на професійному рингу. Перші 25 поєдинків провів у ПАР. 30 квітня 2009 року в Панамі, маючи рекорд 22-1-2, вийшов на бій проти чемпіона світу за версіями IBF та WBA (Super) у другій легшій вазі Селестино Кабальєро (Панама) і програв розділеним рішенням.
1 вересня 2010 року програв розділеним рішенням співвітчизнику Такалані Ндлову бій за статус обов'язкового претендента за версією IBF. 11 червня 2011 року переміг розділеним рішенням співвітчизника Оскара Чауке і завоював статус обов'язкового претендента за версією IBF.
24 березня 2012 року, здобувши перемогу розділеним рішенням в бою проти Такалані Ндлову, завоював титул чемпіона світу за версією IBF у другій легшій вазі.
7 липня 2012 року в першому захисті у Карсоні, Каліфорнія програв одностайним рішенням бій Ноніто Донеру (Філіппіни) і втратив звання чемпіона.
21 грудня 2013 року в Ельче, Іспанія програв нокаутом у дев'ятому раунді бій чемпіону світу за версією IBF у другій легшій вазі Кіко Мартінесу (Іспанія), після чого завершив кар'єру.